# Тугай Юрій Іванович
Ю́рій Іва́нович Туга́й — український вчений-енергетик, доктор технічних наук.
Доцент кафедри електричних мереж та систем, факультету електроенерготехніки та автоматики, Національного технічного університету України «Київський політехнічний інститут».
Працював на кафедрі в посаді асистента (1973-80 рр.), із 2000 р. — 0,5 ставки доцента.
Читає лекційні курси для суміжних спеціальностей з дисциплін «Електричні мережі і системи» і «Виробництво і розподіл електричної енергії». Керівник дипломних робіт бакалаврів, спеціалістів і магістрів.
Науковий напрямок його діяльності — аналіз нормальних і післяаварійних режимів електричних мереж різних класів номінальної напруги.
Опублікував більш 120 наукових статей, два навчальних посібники, 5 методичних указівок.
Науково-технічні розробки Тугая впроваджені у виробництво в Національній компанії «Укренерго» у вигляді системи попередження ферорезонансних режимів в електричних мережах високої напруги.

## Нагороди
- Лауреат Державної премії України в області науки і техніки (1996).
- Лауреат премії НАН України імені Г. Ф. Проскури (2002 за підсумками 2001) — за цикл робіт «Основи теорії та методи підвищення режимної безпеки електроенергетичних систем», співавтори — Кузнецов Володимир Григорович, Шполянський Олег Григорович.